# Sundbyberg (comuna)
Sundbyberg (em sueco: Sundbyberg kommun) é uma comuna da Suécia localizada no condado de Estocolmo. Sua capital é a cidade de Sundbyberg. Possui 8.69 quilômetros quadrados e segundo censo de 2018, havia 50 564 habitantes.